# Municipio de Greenleaf (Kansas)
El municipio de Greenleaf (en inglés: Greenleaf Township) es un municipio ubicado en el condado de Washington en el estado estadounidense de Kansas. En el año 2010 tenía una población de 403 habitantes y una densidad poblacional de 4,33 personas por km².

## Geografía
El municipio de Greenleaf se encuentra ubicado en las coordenadas 39°41′29″N 96°58′22″O / 39.69139, -96.97278. Según la Oficina del Censo de los Estados Unidos, el municipio tiene una superficie total de 92.98 km², de la cual 92,76 km² corresponden a tierra firme y (0,24 %) 0,23 km² es agua.

## Demografía
Según el censo de 2010, había 403 personas residiendo en el municipio de Greenleaf. La densidad de población era de 4,33 hab./km². De los 403 habitantes, el municipio de Greenleaf estaba compuesto por el 98,01 % blancos, el 0,25 % eran afroamericanos, el 0,74 % eran amerindios, el 0,74 % eran de otras razas y el 0,25 % eran de una mezcla de razas. Del total de la población el 2,98 % eran hispanos o latinos de cualquier raza.